# Volker Meyer-Guckel

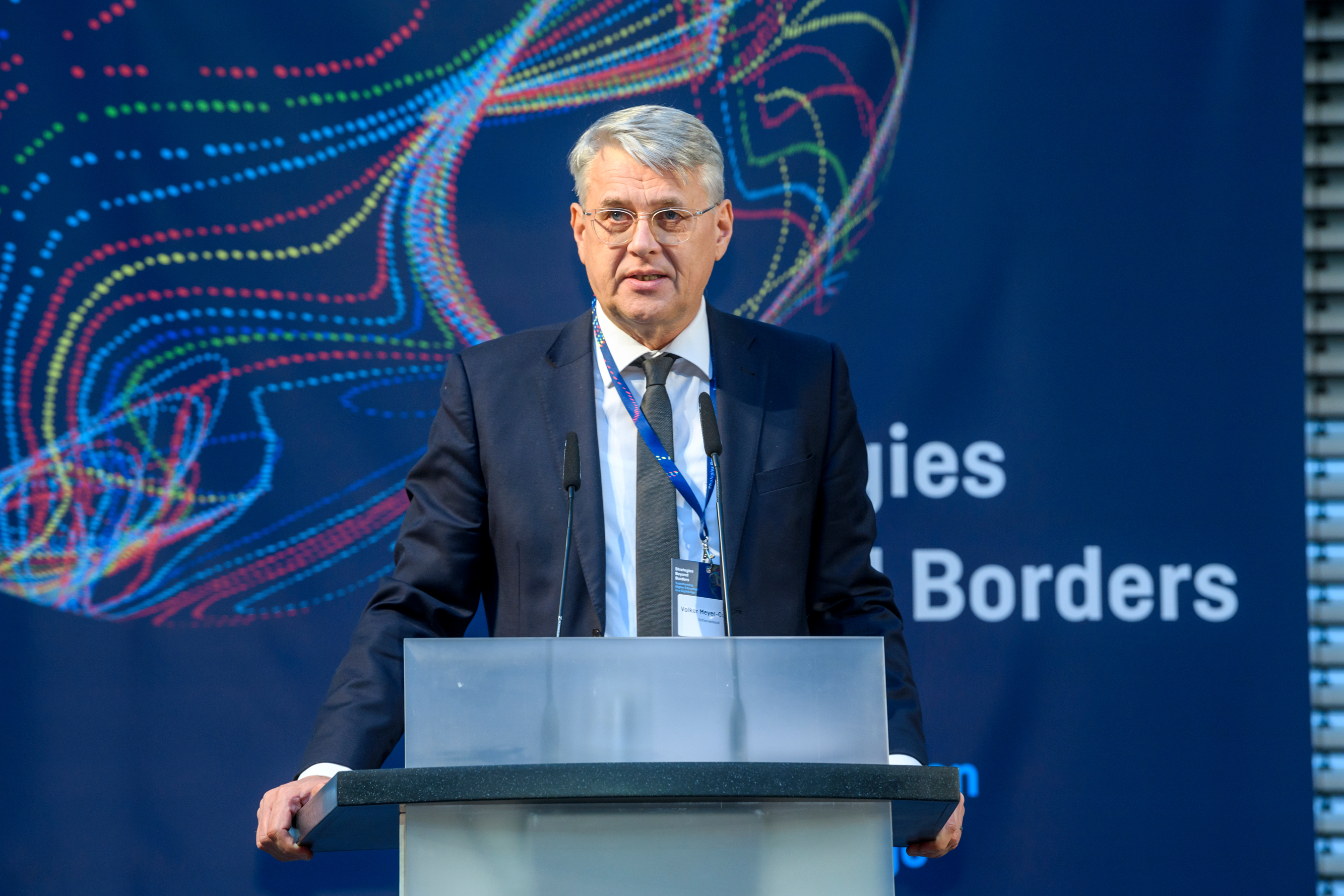
Volker Meyer-Guckel (2019) bei der HFD-Strategiekonferenz 2019

Volker Meyer-Guckel (* 1960) ist ein deutscher Anglist und Chemiker. Er ist seit 2022 Generalsekretär des Stifterverbandes für die Deutsche Wissenschaft in Essen. Zuvor war er seit 2005 stellvertretender Generalsekretär sowie Bereichsleiter Programm und Förderung im Stifterverband, Mitglied der Geschäftsführung des Stifterverbands, Mitglied der Geschäftsführung der gemeinnützigen Gesellschaft für Wissenschaftsstatistik mbH des Stifterverbandes und Leiter der Geschäftsstelle des Deutschen Zukunftspreises.

## Leben
Nach seinem Abitur im Jahr 1979 studierte Meyer-Guckel ab 1981 die Fächer Anglistik, Chemie und Philosophie an der Christian-Albrechts-Universität zu Kiel, der Queen’s University Belfast, und der New York University. Dieses Studium schloss er 1988 mit dem Staatsexamen für das Lehramt an Gymnasien in den Fächern Anglistik und Chemie ab.
Im Jahr 1992 promovierte Meyer-Guckel mit „magna cum laude“ zum Dr. Phil. im Fach Anglistik (mit den Nebenfächern Chemie und Philosophie) an der Christian-Albrechts-Universität zu Kiel. Während seiner Promotion arbeitete Meyer-Guckel von 1989 bis 1992 als wissenschaftlicher Angestellter am Englischen Seminar der Christian-Albrechts-Universität zu Kiel.
Von 1993 bis 1997 war Meyer-Guckel als Referent bei der Studienstiftung des deutschen Volkes tätig. Von 1997 bis 1999 war er Referent im Planungsstab des Bundespräsidenten Roman Herzog.
Seit Meyer-Guckel 1999 in den Stifterverband eintrat, übernimmt er diverse Funktionen, er ist seit 2005 stellvertretender Generalsekretär und Bereichsleiter Programm und Förderung, Mitglied der Geschäftsführung des Stifterverbandes, Mitglied der Geschäftsführung der gemeinnützigen Gesellschaft für Wissenschaftsstatistik mbH des Stifterverbandes und Leiter der Geschäftsstelle des Deutschen Zukunftspreises.
Meyer-Guckel ist verheiratet und hat zwei Kinder.

## Mitgliedschaften und Mandate
- Mitglied im Stiftungsrat der Europa-Universität Viadrina Frankfurt (Oder)[4]
- Mitglied im Vorstand Deutscher Akademischer Austauschdienst (DAAD)[5]
- Mitglied im Ausschuss „Forschung, Innovation, Technologie“ des Bundesverbandes der Deutschen Industrie
- Mitglied im Ausschuss „Bildung / Berufliche Bildung“ der Bundesvereinigung der Deutschen Arbeitgeberverbände
- Mitglied der Deutschen Gesellschaft für Auswärtige Politik
- Mitglied des Senats der Arbeitsgemeinschaft industrieller Forschungsvereinigungen (AiF)[6]
- Mitglied im Gesellschafterbeirat Wissenschaft im Dialog gGmbH, Berlin
- Mitglied im Advisory Council der Hertie School, Berlin[7]

## Auszeichnungen und Stipendien
- Mercator Science-Policy Fellowship (2016/17)
- Fulbright-Stipendium (1990)

## Publikationen
Meyer-Guckel veröffentlichte bisher über 80 Publikationen unter anderen aus den Bereichen Hochschulentwicklung, Qualitätssicherung in der Hochschullehre, Wissenschaftskommunikation und -transfer.

### Bücher und Monographien (Auswahl)
- J. Kirchherr / J. Klier / V. Meyer-Guckel / M. Winde: Wie lernbereit ist die Verwaltung? Fort- und Weiterbildung als Schlüssel zur Modernisierung. Essen 2021.
- J. Kirchherr / J. Klier / V. Meyer-Guckel / M. Winde: Die Zukunft der Qualifizierung in Unternehmen. Vom Corona-Krisenmodus zum Aufbau relevanter Future Skills. Essen 2020.
- A. Frank / A. Kröger / J. Krume / V. Meyer-Guckel: Private Hochschulen. Entwicklungen im Spannungsfeld zwischen akademischer und gesellschaftlicher Transformation. Essen 2020.
- V. Meyer-Guckel / J. Kirchherr / J. Klier / M. Winde: Future Skills. Strategische Potenziale für Hochschulen. Essen 2019.
- D. Euler / V. Meyer-Guckel / E. Severing (Hrsg.): Studienintegrierende Ausbildung. Essen 2019.
- T. Enders / J. Klier / V. Meyer-Guckel / I. Schünemann: Wie Future Skills die Personalarbeit verändern. Essen 2018.
- M. Winde / A. Dauchert / B. Leusing / V. Meyer-Guckel: Durch Kooperation zum Standortprofil. Partnerschaften zwischen Universitäten und Fachhochschulen – Strategien und Fallbeispiele. Essen 2017.
- S. Hieronimus / V. Meyer-Guckel / J. Schröder / R. Vetters / M. Winde: Hochschul-Bildungsreport 2013 / 2014 / 2015 / 2016. Essen.
- V. Meyer-Guckel / S. Reichert / M. Winde: Jenseits der Fakultäten. Hochschuldifferenzierung durch neue Organisationseinheiten für Forschung und Lehre. Essen 2012.
- A. Frank / S. Hieronimus / N. Kilius / V. Meyer-Guckel: Rolle und Zukunft privater Hochschulen in Deutschland. Essen 2010.
- V. Meyer-Guckel / M. Winde / F. Ziegele: Handbuch Hochschulräte. Denkanstöße und Erfolgsfaktoren für die Praxis. Essen 2010.
- V. Meyer-Guckel / D. Schönefeld / A.K. Schröder / F. Ziegele: Quartäre Bildung. Chancen der Hochschulen für die Weiterbildungsnachfrage von Unternehmen. Essen 2008.
- A. Frank / V. Meyer-Guckel / C. Schneider: Innovationsfaktor Kooperation. Zur Zusammenarbeit zwischen Hochschulen und Unternehmen. Essen 2007.
- V. Guckel: Im Spiegel des Anderen. Studien zur Konstituierung des Subjekts im dramatischen Werk David Mamets. Königshausen und Neumann, Würzburg 1992, ISBN 3-88479-772-7 (229 S.).